# ربيع شاغر
ربيع شاغر هو مسلسل تلفزيوني عراقي عرض في عام 1995.

## الممثلون
- إيناس طالب
- شذى سالم
- أحمد شكري العقيدي
- سوران علي شريف
- فاطمة الربيعي
- عبد الرحمن الشرقاوي
- مازن محمد مصطفى
- رائد محسن
- سعد مجيد
- محسن العزاوي